# Papp László Budapest Sportaréna
Budapest Sports Arena är en multiarena i Budapest Ungern och är landets största arena. Arenan används till ishockey, boxning och konserter.
Arenan har varit värd för Handbolls-EM för damer två gånger 2004 och  2014. Den var också en av flera arenor som användes under Volleyboll-EM 2019.